# Zaïas
Zaïas (en macédonien Зајас ; en albanais Zajazi) est un village de l'ouest de la Macédoine du Nord, situé dans la municipalité de Kitchevo. Le village comptait 4712 habitants en 2002.
Jusqu'en avril 2013, le village de Zaïas possédait sa propre municipalité. Elle a alors fusionné avec celle de Kitchevo, tout comme les municipalités d'Oslomeï, Vranechtitsa et Drougovo.

## Démographie
Lors du recensement de 2002, le village comptait :
- Albanais : 4 682
- Macédoniens : 4
- Serbes : 4
- Autres : 22